# А-Вейга
А-Вейга (гал. A Veiga, ісп. La Vega) — муніципалітет в Іспанії, у складі автономної спільноти Галісія, у провінції Оренсе. Населення — 1106 осіб (2009).
Муніципалітет розташований на відстані близько 350 км на північний захід від Мадрида, 70 км на схід від Оренсе.
Муніципалітет складається з таких паррокій: Баньйос, Кандеда, Карраседо, Касденодрес, Кастромао, Кастромаріго, Корешидо, Корсос, Курра, Еспіньйо, Едрейра, Ламалонга, Меда, Мейшиде, А-Понте, Прада, Прадо, Прадолонго, Рекейшо, Ріомао, Сан-Фіс, Сан-Лоуренсо, Санта-Крістіна, Сеоане, Вальдін, А-Вейга, Вілабоа, Віланова, Шарес.

## Демографія
Динаміка населення (INE ):

## Галерея зображень

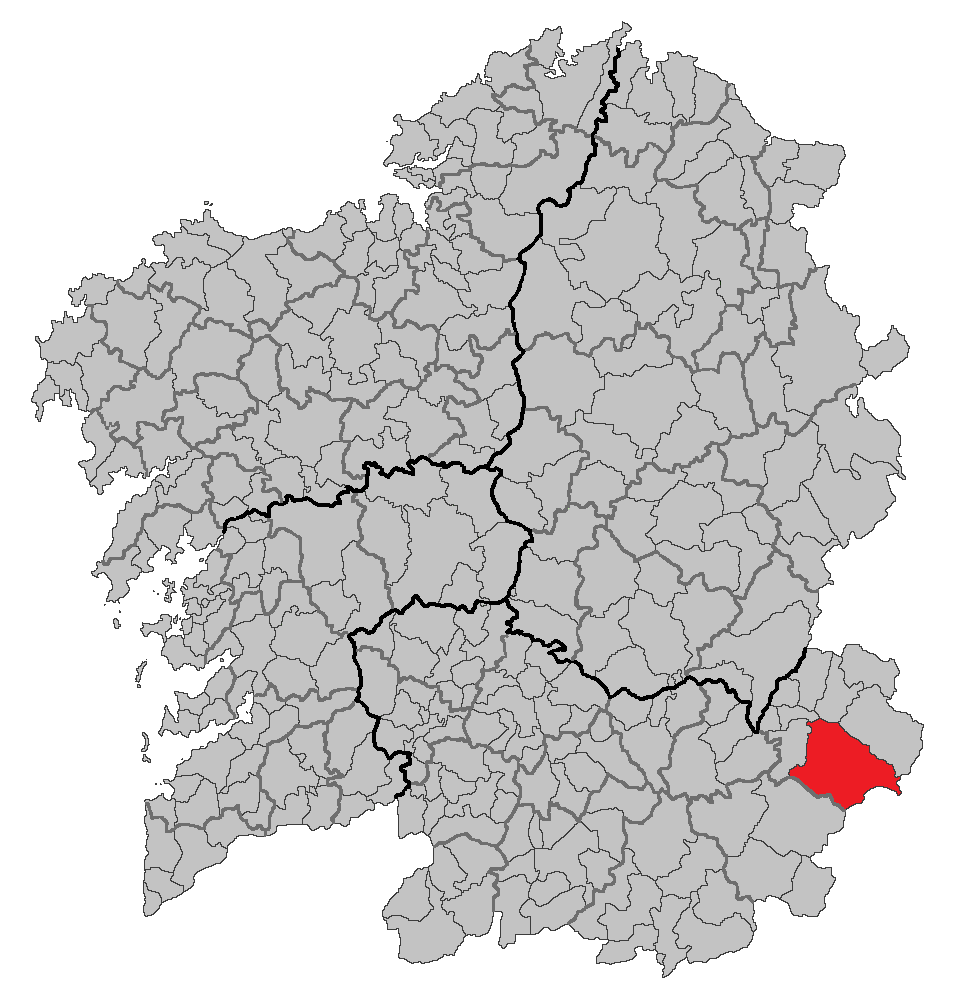
Розташування муніципалітету